# Joseph Vattier de Bourville
Pour les articles homonymes, voir Vattier.
Joseph Vattier de Bourville, né le 17 avril 1812 à Chios et mort 1er novembre 1854 à Constantinople, est un archéologue et explorateur français.

## Biographie
Le ministère de l'Instruction Publique le charge, en 1848, d'une mission scientifique en Libye. Il explore alors les ruines des principales villes de Cyrénaïque et complète les travaux de Jean-Raymond Pacho. Il établit un recueil des principales inscriptions grecques et romaines de Cyrène.
Joseph Vattier de Bourville meurt à Constantinople d'une méningite en novembre 1854 à l’âge de 42 ans.
Plusieurs de ses découvertes sont au musée du Louvre.

## Travaux
- Coup d’œil sur la Cyrénaïque ancienne et moderne, 1850.
- Rapport adressé à M. le Ministre de l'Instruction publique. Inscriptions trouvées aux ruines de Cyrène, 1850.